# Condado de Wheeler (Nebraska)
O Condado de Wheeler é um dos 93 condados do estado norte-americano de Nebraska. A sede do condado é Bartlett, que é também a sua maior cidade. O condado tem uma área de 1491 km² (dos quais 1 km² está coberto por água), uma população de 886 habitantes, e uma densidade populacional de 0,6 hab/km² (segundo o censo nacional de 2000). Foi fundado em 1877, e o seu nome é uma homenagem a Daniel H. Wheeler, secretário do Nebraska State Board of Agriculture.